# George Topîrceanu

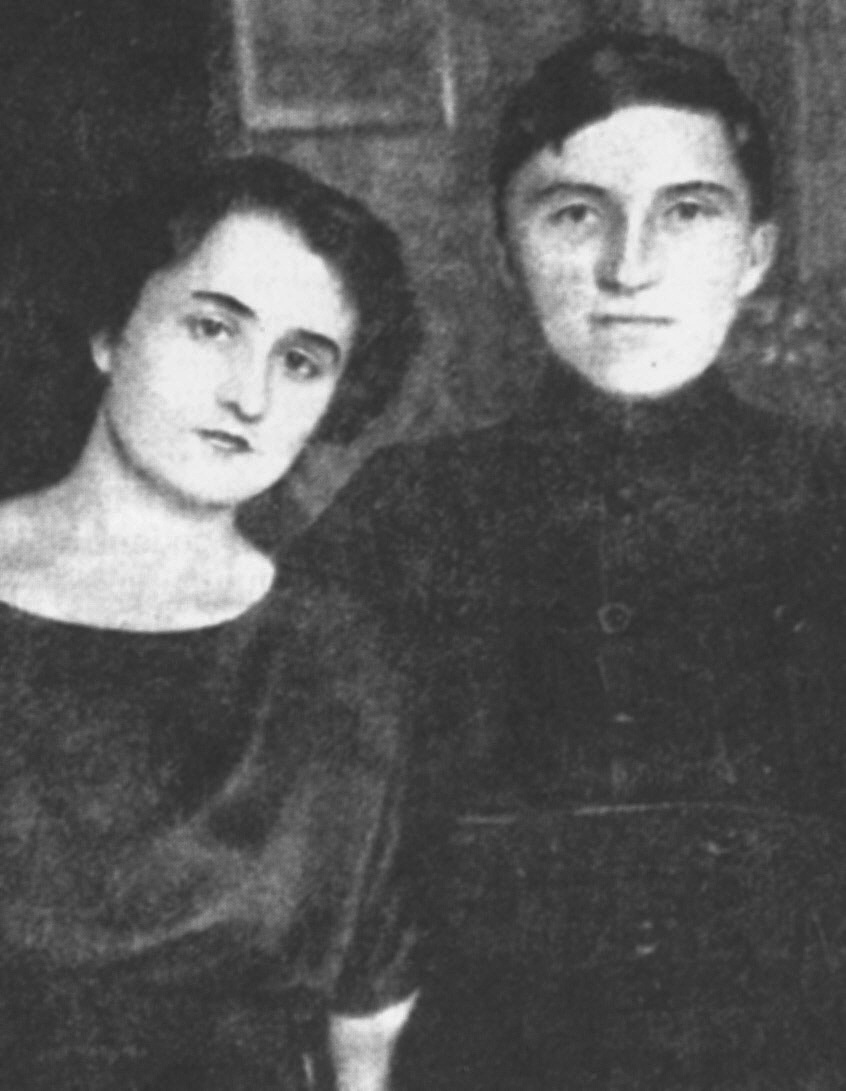
Topîrceanu și Otilia Cazimir

George Topîrceanu (n. 20 martie 1886, București, România – d. 7 mai 1937, Iași, România) a fost un poet, prozator, memorialist, publicist și traducător român, membru corespondent al Academiei Române din 1936.

## Date biografice
George Topîrceanu s-a născut în București la data de 20 martie 1886, ca fiu al cojocarului Gheorghe Topîrceanu și al Paraschivei, țesătoare de covoare la azilul „Doamna Elena", amândoi originari din părțile Sibiului.
Începe școala primară la București intre anii 1893 - 1895 și o continuă pe valea Topologului, la Șuici, județul Argeș, unde părinții se stabilesc o vreme. Revine la București și se înscrie la liceul Matei Basarab până în clasa a IV-a, apoi la Sf. Sava (1898 - 1906). După absolvire intră funcționar la Casa Bisericii, apoi, ca profesor suplinitor, cu pauze de șomaj și de viață boemă. În paralel, se înscrie la Facultatea de Drept (1906), pe care o părăsește pentru cea de Litere, fără a termina studiile..
Prima încercare literară datează din timpul școlii primare și este primită cu răceală de colegul mituit cu „o peniță și doi nasturi” pentru a-i folosi de public .
Debutează încă din liceu, la 19 ani, publicând primele încercări, sub pseudonimul „G. Top” la revista umoristică Belgia Orientului (1904); a publicat  și la alte reviste: Duminica, Spiruharetul, Revista noastră, Revista ilustrată, Sămănătorul, Neamul românesc literar, Ramuri, Viața socială a lui Nicolae D. Cocea. În 1909 publică în Viața românească parodia Răspunsul micilor funcționari, ca o replică la Caleidoscopul (1908) lui A. Mirea (pseudonim al lui Ștefan Octavian Iosif și Dimitrie Anghel), prin care se face remarcat în lumea literară. Garabet Ibrăileanu (cu care întreține o interesantă corespondență), îl cheamă la Iași (1911), ca subsecretar de redacție la Viața românească (Topîrceanu: conferința „Cum am devenit ieșean").
Odată cu stabilirea la Iași, activitatea la Viața românească și influența lui Ibrăileanu, Topîrceanu abandonează faza adolescentină a creației sale, cu romantismul desuet,  sentimentalizarea excesivă și tendințele vădite spre filozofarea retorică, pornind spre noi orizonturi poetice. La despărțirea de adolescență invocă clemența criticii postume:
„O, indulgentă Critică postumă,
Să nu le-nțepi cu vârful unui ac,
Că, rând pe rând, baloanele de spumă
În lacrimi grele iarăși se prefac. (Topîrceanu: Prefață).
Subsecretar, apoi secretar de redacție la Viața românească, aflată sub influența lui Ibrăileanu, Topîrceanu cunoaște și colaborează cu scriitori de frunte, precum Mihail Sadoveanu, Gala Galaction, Tudor Arghezi, Mihai Codreanu sau Hortensia Papadat-Bengescu, grupare aflată în luptă polemică cu sămănătorismul lui Nicolae Iorga sau cu modernismul estetizant și importat de la Sburătorul lui Eugen Lovinescu. Din această perioadă din ajunul Primului Război Mondial datează parodiile după Ion Minulescu, Nicolae Davidescu - promotori ai simbolismului și ai modernismului - sau după Dimitrie Bolintineanu și Mircea Dem. Rădulescu, cu retorismul lor patriotard-sforăitor și idilismul desuet.
Între 1912 - 1913, împreună cu Mihail Sevastos, publică revista Teatrul.
În 1912 se căsătorește cu învățătoarea Victoria Iuga, cu care a avut un fiu unic, Gheorghe, dar căsnicia se va destrăma. Ulterior, se va înfiripa o poveste de dragoste discretă între el și poeta Otilia Cazimir.
În 1916 debutează editorial cu două volume: Balade vesele și Parodii originale.
La Iași încearcă să-și termine studiile de filozofie dar este mobilizat și participă la campania din Bulgaria, apoi la Primul Război Mondial, căzând prizonier în primele zile, la Turtucaia (1916). Rămâne în captivitate până în 1918. Experiența celor două campanii și a prizonieratului va fi evocată în proza sa, Amintiri din luptele de la Turtucaia (București, 1918), În ghiara lor... Amintiri din Bulgaria și schițe ușoare, (Iași, 1920) și Pirin-Planina, epizoduri tragice și comice din captivitate (București, 1936).
Întors la Iași, redactează împreună cu Sadoveanu revista Însemnări literare, până la reapariția Vieții românești (1920), al cărei prim-redactor va fi. Prietenia cu Sadoveanu se reflectă și în Povestirile vânătorești, în care tovarășul de pușcă și de undiță este numit de Sadoveanu „prietenul meu, poetul”.
Volumele sale (Balade vesele și triste, Migdale amare, Scrisori fără adresă, Pirin-Planina) se bucură de succes de public și de presă, în special poezia, pentru care obține în 1926 Premiul Național de Poezie.
În anul 1934 începe în Revista Fundațiilor Regale publicarea romanului satiric Minunile Sfîntului Sisoe (neterminat, publicat postum în 1938).
În 1936 este ales Membru corespondent al Academiei. Deși bolnav de cancer la ficat, întemeiază împreună cu Sadoveanu și Grigore T. Popa revista „Însemnări ieșene” ca un ultim efort creator.
Primăvara lui 1937 îl prinde la Viena, într-un sanatoriu, de unde trimite ziarului Adevărul literar (23 mai 1937) un pamflet de solidarizare cu Sadoveanu, care fusese greu atacat în presa vremii și de protest față de huliganismul care lua amploare în presa română. Articolul acesta a fost publicat postum.
Poetul a murit într-o vineri, 7 mai 1937, la ora 13:30, în casa lui Demostene Botez, la Iași.

## Topîrceanu și critica literară
Este frapantă discrepanța dintre entuziasmul unanim cu care a fost primită opera lui Topîrceanu și poziția rece și denigrantă a criticilor vremii.
„ Dacă la vreo șezătoare literară apărea pe scenă Topîrceanu, sala izbucnea spontan în aplauze. Dar nu în aplauze reci, care manifestă o admirație cerebrală, ci un joc zglobiu al mâinilor, mărturie de mulțumire și plăcere...(Demostene Botez)”
Eugen Lovinescu, pornind de la premisa că umorul nu poate genera „marea poezie”, a redus Baladele și Parodiile la superficiale tablouri de natură, la ușoare strofe de spirit al unui „autor de cronici rimate”, „un reprezentant al democrației literare”. Această causticitate era alimentată de aversiunea lui Topîrceanu pentru modernism, în special simbolismul, curentul decadent cel mai activ de la începutul secolului XX, dar - posibil - și de relațiile tensionate dintre Lovinescu și  Ibrăileanu, care l-a sprijinit pe Topîrceanu.
Evoluând de la sentimentalismul epigonic al începuturilor către o poezie impregnată de un umor parodic, autoironie și ușoară melancolie, Topîrceanu este o voce distinctă în poezia românească. Ironizând contrafacerea, poncifele poetice, moda "modernistă", el cultivă cu fantezie tradiții mai vechi ale lirismului românesc, situându-se în prelungirea unor filoane din George Coșbuc, Duiliu Zamfirescu, Dimitrie Anghel stăpân pe o tehnică rafinată a versificației.
„Iar azi lirismul meu e clar, vezi bine,
Căci tuturor își dăruie secretul,
Dar ca să poți citi cândva în mine
Tu nu-mi cunoști, Zoile, alfabetul.
Zadarnic dar ne-amestecă vultoarea,
Noi nu putem urma același țel...
Și dacă totuși ți-am făcut onoarea
Acestor aspre stihuri de oțel, —
Când îmi citești poemele și proza
Gândește-te la geamul lui Spinoza.”(Topîrceanu: Parodii originale - În loc de prefață, 1916)

## Casa memorială „George Topîrceanu” din Iași
Casa Memorială „George Topîrceanu” din Iași a aparținut scriitorului Demostene Botez, prieten cu George Topîrceanu. A fost construită la sfârșitul secolului al XIX-lea, începutul secolului al XX-lea. După ce în 1919 a fost sediul redacției revistei Însemnări literare tipărită sub direcția lui Mihail Sadoveanu și George Topîrceanu, (din colectivul de redacție mai făceau parte Garabet Ibrăileanu și Demostene Botez), imobilul este pus la dispoziția lui George Topîrceanu, în anul 1932. Acesta va locui aici până la 7 mai 1937, când, răpus de boala necruțătoare, va trece în neființă la numai 51 de ani și va fi înmormântat la cimitirul „Eternitatea” din Iași. Casa a fost donată în anul 1983 de proprietarii Teodor Neagu și Adrian Vulpe, Complexului Muzeal Iași. A fost renovată, și la 22 iunie 1985 a fost inaugurat acest obiectiv al Muzeului Literaturii Române Iași, cu un an înainte de sărbătorirea de către UNESCO a 100 de ani de la nașterea poetului.
Casa Memorială „George Topîrceanu” a fost inclusă pe Lista monumentelor istorice din județul Iași din anul 2004, având codul de clasificare IS-IV-m-B-04359.

## Opere
- Balade vesele și triste, București (1916).
- Parodii originale, București (1916).
- Amintiri din luptele de la Turtucaia, București (1918).
- Strofe alese. Balade vesele și triste, Iași (1920).
- În ghiara lor... Amintiri din Bulgaria și schițe ușoare, Iași (1920).
- Migdale amare, București (1928).
- Scrisori fără adresă, proză umoristică și pesimistă, București (1930).
- Pirin-Planina. Epizoduri tragice și comice din captivitate, București (1936).
- Minunile Sfîntului Sisoe, roman satiric neterminat, publicat postum (1938).

Traduceri
- William Shakespeare, Visul unei nopți de vară, Editura Viața Românească, Iași, 1921.

## Prezență în antologii
- Testament - Antologie de Poezie Română Modernă / Testament - Anthology of Modern Romanian Verse - ediția a doua (versiune bilingvă română/engleză) - antologator și traducător Daniel Ioniță, cu Eva Foster, Rochelle Bews, și Prof. Dr. Daniel Reynaud - Editura Minerva, Ianuarie 2015. ISBN 978-973-21-1006-5

## Filatelie
În 1986, la un secol de la nașterea lui George Topîrceanu, serviciile poștale ale României au pus în circulație o marcă poștală cu valoarea nominală de 1 leu, care reprezintă portretul poetului.